# E-mu Emulator II
El E-mu Emulator II es un modelo de sampler fabricado por la marca estadounidense E-Mu Systems; apareció por junio del año 1984 y representó un importante salto cualitativo hacia delante respecto a su predecesor, el Emulator I.

## Historia
Hacia el otoño de 1983 empezaron los trabajos de un equipo de desarrollo formado por Dave Rossum y Tom Moxon, a los que se añadirían posteriormente Dana Massie, Donna Murray y Alan Goldwater. Todo el equipo hizo contribuciones al modelo final, que se centraron en la solución de algunos problemas del Emulator I (como la calidad de muestreo y de reproducción). Si bien el Emulator II tiene la misma resolución que el Emulator I (8 bit si 27 kHz de frecuencia de muestreo), la EII era capaz de reproducir los samples con una resolución de 14 bits, que daba como resultado un sonido más nítido y más rico en matices. Nuevos chips permitían mejorar los cambios de to, ajustando la frecuencia de reproducción en función de la nota deseada. A estas mejoras se les añadió un filtro analógico (VCF) con controles de frecuencia de corte y resonancia acústica, un secuenciador de 8 pistas, más memoria, nuevas funciones de edición y un teclado de 61 teclas.
E-mu Systems había cancelado la producción del Emulator Y en otoño de 1983, confiando tener el nuevo modelo a punto a principios de 1984; pero la complejidad del proyecto y varios problemas técnicos fueron aplazando la presentación definitiva del instrumento. E-mu Systems pudo aguantar durante un tiempo gracias a las buenas ventas de la caja de ritmos Drumulator, pero estas empezaron a disminuir con la aparición de nuevos modelos como el Oberheim DMX. Todos estos factores pusieron en peligro la estabilidad financiera de la marca, que a mediados de 1984 estaba gravemente amenazada. Sin embargo, el modelo tuvo una buena acogida entre los músicos profesionales durante su periodo de existencia, lo que posibilitó la recuperación de la compañía.
Se editaron varias versiones del Emulator II entre 1984 y 1987, año en que el modelo fue sustituido por el Emulator III. Las mejoras estaban dedicadas principalmente a aumentar su capacidad de memoria.

## Características técnicas

### Versión básica
- Resolución de muestreo: 8 bits, 27 kHz.
- Tiempo máximo: 17,6 segundos.
- Memoria de muestreo: 512 KBytes.
- Almacenamiento: disquetes de 5,25 pulgadas.
- Polifonía de 8 notas.
- Teclado de 61 teclas.
- Secuenciador de 8 pistas.
- Filtro: analógico cuadripolar (24 dB por octava), con controles de frecuencia de corte y resonancia.
- Control: MIDI, SMPTE, interfaz RS422 (además, se puede conectar a computadoras como el Apple II).
- Fecha de lanzamiento: 1984.
- Precio inicial: 10 000 dólares.

### Emulator II +
Este modelo añadía una disquetera doble y dos bancos de memoria de 512 KBytes cada uno, de acceso independiente (no podían utilizarse ambos a la vez). Apareció en 1985.

### Emulator II + HD
La EII + HD incorpora un disco duro interno de 20 MB en sustitución de la segunda unidad de disco flexible. Apareció a finales de 1985.